# Utricularia viscosa
Utricularia viscosa este o specie de plante carnivore din genul Utricularia, familia Lentibulariaceae, ordinul Lamiales, descrisă de Richard Spruce și Oliver. Conform Catalogue of Life specia Utricularia viscosa nu are subspecii cunoscute.